# Walo Lüönd
Walo Lüönd (13 de abril de 1927 – 17 de junio de 2012) fue un actor teatral, cinematográfico y televisivo de nacionalidad suiza, conocido sobre todo por su papel en la película Die Schweizermacher, interpretada junto al actor Emil Steinberger. Destacó también por su actuación en el film Dällebach Kari y por encarnar a Rodriguez en la serie de televisión Auf Achse. 

## Biografía
Nacido en Zug, Suiza, su padre era el confitero Oswald Lüönd. En 1949 hizo sus primeras actuaciones en el Schauspielhaus Zürich y en el Cabaret Fédéral de Zúrich, y a partir de 1962 empezó a actuar en el cine y en la televisión. 
Lüönd vivió en sus últimos años en el Cantón del Tesino, falleciendo en Locarno, Suiza, en 2012, a causa de una neumonía aparecida tras sufrir una fractura femoral. Fue enterrado en el cementerio de la parroquia de Schachen, en Untersiggenthal. En 1957 se había casado con la actriz Eva-Maria Bendig, con la que tuvo dos hijos, Daniel (1957–1987) y Oliver (1958).

## Premios
- 1973: Zürcher Filmpreis[2]
- Premio Walo en 2002 por su trayectoria artística.[5]

## Filmografía
| - 1960: Venus im Licht - 1961: Die Wildente - 1962: Café Oriental - 1962: Die unsichtbaren Krallen des Dr. Mabuse - 1962: Das Paradies von Pont L'Eveque - 1963: Mamselle Nitouche - 1963: Schwarz auf Weiß - 1965: Im Schatten einer Großstadt - 1965: Besuch von drüben (Serie Die fünfte Kolonne) - 1965: Die Schlüssel (Serie, 3 episodios) - 1965: Fall erledigt - 'End of Conflict' - 1966: Das verräterische Licht (Serie Die fünfte Kolonne) - 1966: Das ganz große Ding - 1966: Der Mann mit der Puppe - 1966: Der Kinderdieb - 1967: Die Liga der Rothaarigen (Serie Sherlock Holmes) - 1967: Die Reisetasche (Serie Das Kriminalmuseum) - 1967: Die Mission - 1967: Der dritte Handschuh - 1969: Zwei ahnungslose Engel - 1970: Dällebach Kari - 1972: Der Fall - 1973: Die Fabrikanten - 1974: Engadiner Bilderbogen (Serie) - 1975: De Grotzepuur - 1976: Riedland - 1977: Die Konsequenz - 1978: Die Schweizermacher - 1979: Brot und Steine - 1981: Der Erfinder - 1982: Ungleicher Lohn - 1982: Feuer und Schwert - Die Legende von Tristan und Isolde - 1983: Die schwarze Spinne | - 1983: Krimistunde (Serie) - 1983: Hunderennen - 1983: Der Friedensengel (Serie Monaco Franze) - 1984: Tapetenwechsel - 1985: Einmal Ku’damm und zurück - 1986: Gauner im Paradies - 1986: Lisi und der General - 1987: Minipli - 1987: Spiel mit dem Feuer (Serie Tatort) - 1987–92: Auf Achse (Serie, 4 episodios) - 1988: Goldjunge - 1988: Didi – Der Experte - 1988: Die Dollarfalle - 1989: Der Fuchs (Serie) - 1993: Jeanmaire – Ein Stück Schweiz - 1994: Die Direktorin (Serie) - 1994: Pumuckl und der blaue Klabauter - 1996: Spiel des Lebens (Serie) - 1998: Walli, die Eisfrau - 1998: Irrlichter - 1999: Heirate mir! - 2000: Komiker - 2001: Escape to Paradise - 2002: Exit - 2004: Sternenberg - 2004: Bienvenue en Suisse - 2004: Oeschenen - 2004: Wilhelm Tell - 2005: Das Lächeln der Madonna (Serie Tatort) - 2007: Briefe und andere Geheimnisse - 2007: Verlassen - 2010: Der grosse Kater |